# María Montez
María África Gracia Vidal conocida como María Montez (Barahona, República Dominicana, 6 de junio de 1912-Suresnes, Francia, 7 de septiembre de 1951), fue una actriz de cine dominicana que ganó fama y popularidad en la década de 1940 como una belleza exótica protagonizando una serie de películas de aventuras filmadas en Technicolor. Su imagen en la pantalla fue la de una seductora que usaba vestidos de fantasía y joyas brillantes; al punto de que Montez fue conocida como "La Reina del Technicolor" en la Época Dorada de Hollywood.
A lo largo de su carrera María Montez participó en alrededor de 26 películas, 21 de las cuales fueron rodadas en Estados Unidos y cinco en Europa. El apellido Montez lo tomó en homenaje a la bailarina Lola Montez.

## Primeros años
María África Gracia Vidal nació el 6 de junio del 1912 en la provincia de Barahona, República Dominicana, siendo la segunda de los diez hijos del español, nacido en Garafía (La Palma), Isidoro Gracia y la dominicana Teresa Vidal. Su padre se dedicaba a la exportación de madera y a la venta de tejidos. En el libro María Montez, Su Vida de Margarita Vicens de Morales, edición de 2003, en la página 26, se puede ver una copia del certificado de nacimiento de María Montez, probando que su nombre original era María África Gracia Vidal y el de su padre era Isidoro Gracia (y no García, como a menudo se ha confundido). 
A temprana edad, Montez aprendió a hablar inglés y fue educada en un convento católico de Santa Cruz de Tenerife, España. A mediados de la década de 1930, su padre fue nombrado cónsul español en Belfast, Irlanda del Norte, adonde la familia se mudó. Fue allí donde Montez conoció a su primer marido, William G. McFeeters, un banquero mucho mayor que ella, con quien se casó a los 17 años.

## Carrera
El 3 de julio de 1939 llegó a Nueva York, donde su primer trabajo fue posar para la portada de una revista por la suma de US$50. 

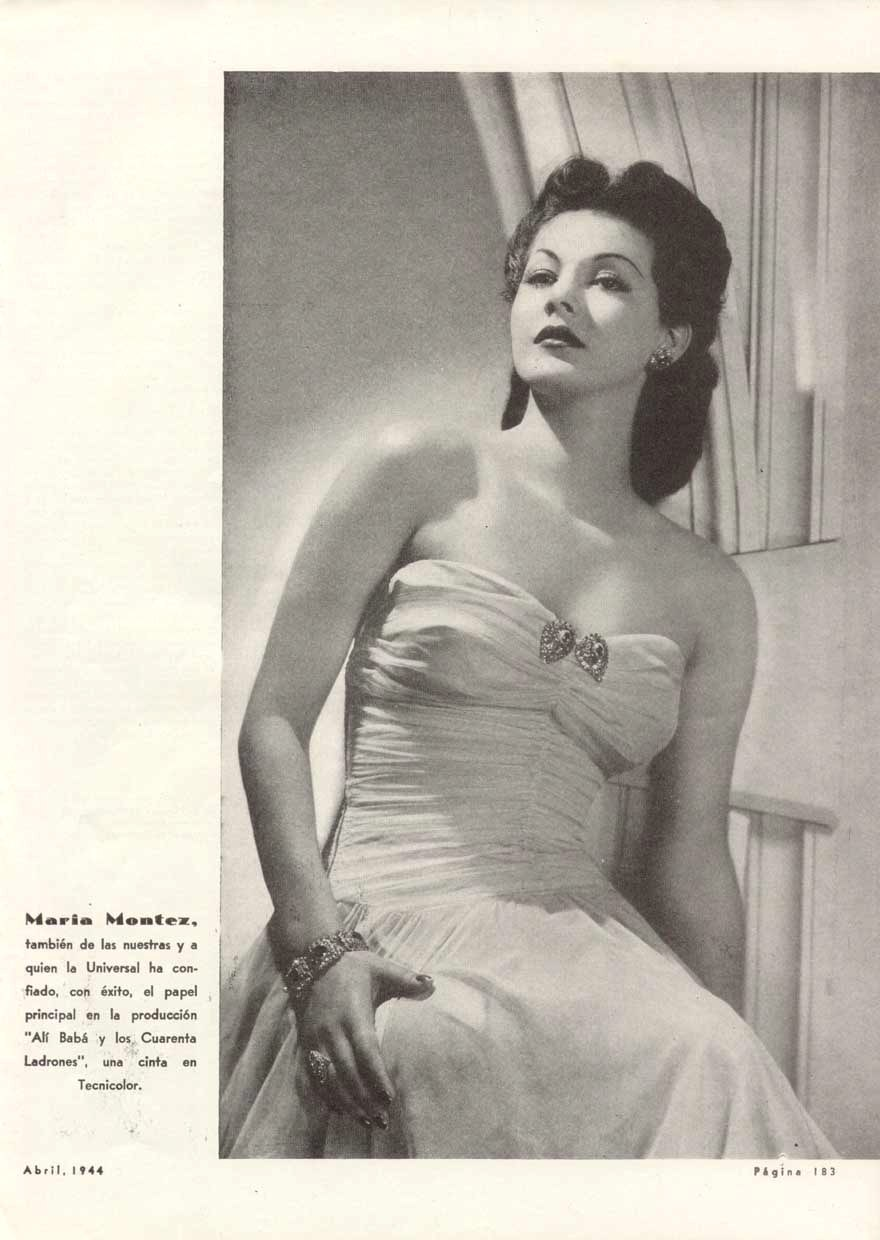
María Montez posando para una revista argentina en abril de 1944.

Decidida a convertirse en una actriz de teatro, contrató a un agente y creó un curriculum que la hacía varios años más joven, poniendo en la fecha de nacimiento "1917" en algunos casos y "1918" en otros. Finalmente, aceptó una oferta de Universal Pictures, haciendo su debut cinematográfico en la película de serie B Boss of Bullion City dirigida por Ray Taylor y protagonizada por Johnny Mack Brown.

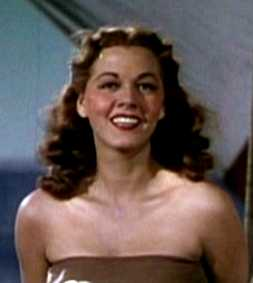
Montez en el tráiler de la película Cobra Woman (1944)

Universal no tenía una "chica glamurosa" como otros estudios, equivalente a Hedy Lamarr (MGM), Dorothy Lamour (Paramount), Betty Grable (20 Century Fox), Rita Hayworth (Columbia) o Ann Sheridan (Warner Bros). Así que decidieron que Montez asumiera ese papel y le dio abundante publicidad. Montez también se autopromocionó: en palabras del Los Angeles Times, "tomó prestada una técnica antigua pero segura para salir adelante en el cine. Actuó como una estrella de cine. Se apoyó en la tradición vamp establecida por Nazimova y Theda Bara... Se dedicó mucho a la astrología. Su nombre se convirtió en sinónimo de hechiceras exóticas en pantalones bombachos de harén trasparentes" y adoptó incluso en su vida cotidiana una pose de "estrella". Su belleza pronto la convirtió en la pieza central de las películas de aventuras en Technicolor de la Universal, en particular las seis películas en las que actuó junto a Jon Hall, como son Arabian Nights, White Savage, Ali Baba and the Forty Thieves, Cobra Woman, Gypsy Wildcat y Sudan. Montez además apareció en la película western Pirates of Monterey junto a Rod Cameron y en The Exile, esta última dirigida por Max Ophüls y protagonizada por Douglas Fairbanks, Jr.
La identificación con esta imagen cinematográfica fue tal que María Montez era conocida como "The Queen of Technicolor" (La Reina del Technicolor).
En enero de 1951, Montez apareció en la obra de teatro l'Ile Heureuse (La isla feliz) escrita por su marido, que no tuvo éxito. También escribió tres libros: Forever Is A Long Time, Hollywood Wolves I Have Tamed y Reunion In Lilith. De estos libros, sólo fueron publicados los dos primeros. Asimismo se dedicó a escribir una serie de poesías, entre ellas Crepúsculo, la cual ganó el premio de la asociación The Manuscriters.

## Vida personal
El 28 de noviembre de 1932 se casó con el banquero irlandés William McFeeters, quien era el representante del First National City Bank of New York en la provincia de Barahona y con quien estuvo casada casi siete años, hasta su partida a Nueva York.
Mientras trabajaba en Hollywood, conoció al actor francés Jean-Pierre Aumont, con quien se casó el 13 de julio de 1943, pero éste tuvo que marcharse unos días después de su boda para servir en las Fuerzas Francesas Libres y luchar contra la Alemania nazi en el teatro europeo en la Segunda Guerra Mundial. Al final de la Segunda Guerra Mundial, la pareja tuvo una hija, María Cristina (conocida como Tina Aumont). Luego se mudaron a una casa en Suresnes, en el suburbio oeste de París, durante la Cuarta República Francesa.

## Muerte
Montez murió en plena popularidad a los 39 años, el 7 de septiembre de 1951, aparentemente debido a un ataque al corazón y fue encontrada ahogada en el baño de su residencia en Suresnes. Su repentino deceso causó gran conmoción y nunca fue totalmente aclarado, ya que no se practicó autopsia. Había manifestado que se bañaba en agua muy caliente para no engordar, y los médicos especularon que o bien sufrió un shock al súbito contacto con el agua o que el calor y vapor le causó un desvanecimiento. Fue enterrada en el Cementerio de Montparnasse, con un vestido de noche de seda azul con bordados blancos del diseñador francés Jacques Hein. En su tumba se muestra 1918 como su fecha de nacimiento, siendo 1912 la real.

## Nombre
En su acta de nacimiento figura como María África Gracia Vidal. Sin embargo, al consultar la bibliografía de su nombre original, la mayoría de las veces modificado, aparece de las siguientes maneras:
- María África Vidal de Santos Silas
- María África Vidal de Santos Siles Y Gracia
- María Antonia Vidal de Santos Silas Y Gracia
- África María Gracia Vidal
- María Gracia Van Dahi de Santos Siles MacFeeters
- María Van Dahi de Santo Sillas y Gracia
- María América Gracia Vidal de Sto. Silas
- María Teresa Vidal de Santo Silas y Gracia
- María Teresa de Santo Silas Salomons
- María África Antonia Gracia Vidal de Santo Silas
- María Theresa Gracia de Santo Silas

## Filmografía
| Año  | Película                       | Rol                            |
| ---- | ------------------------------ | ------------------------------ |
| 1940 | Boss of Bullion City           | Linda Calhoun                  |
| 1940 | The Invisible Woman            | Marie                          |
| 1941 | Lucky Devils                   | Bathing Beauty (No acreditada) |
| 1941 | That Night in Rio              | Inez                           |
| 1941 | Raiders of the Desert          | Zuleika                        |
| 1941 | South of Tahiti                | Melahi                         |
| 1941 | Moonlight in Hawaii            | Ilani                          |
| 1942 | Bombay Clipper                 | Sonya Dietrich Landers         |
| 1942 | Mystery of Marie Roget         | Marie Roget                    |
| 1942 | Pardon My Sarong               | Escenas eliminadas             |
| 1942 | Arabian Nights                 | Scheherezade                   |
| 1943 | White Savage                   | Princesa Tahia                 |
| 1944 | Ali Baba and the Forty Thieves | Amara                          |
| 1944 | Follow the Boys                | Maria Montez                   |
| 1944 | Cobra Woman                    | Tollea / Naja                  |
| 1944 | Gypsy Wildcat                  | Carla                          |
| 1944 | Bowery to Broadway             | Marina                         |
| 1945 | Sudan                          | Naila                          |
| 1946 | Tangier                        | Rita                           |
| 1947 | The Exile                      | Condesa                        |
| 1947 | Pirates of Monterey            | Marguerita Novarro             |
| 1949 | Siren of Atlantis              | Reina Antinea                  |
| 1949 | Hans le marin                  | Dolores, la prostituta         |
| 1949 | Portrait d'un assassin         | Christina de Rinck             |
| 1950 | The Thief of Venice            | Tina                           |
| 1951 | Amore e sangue                 | Dolores                        |
| 1951 | La vendetta del corsaro        | Consuelo                       |

## Legado

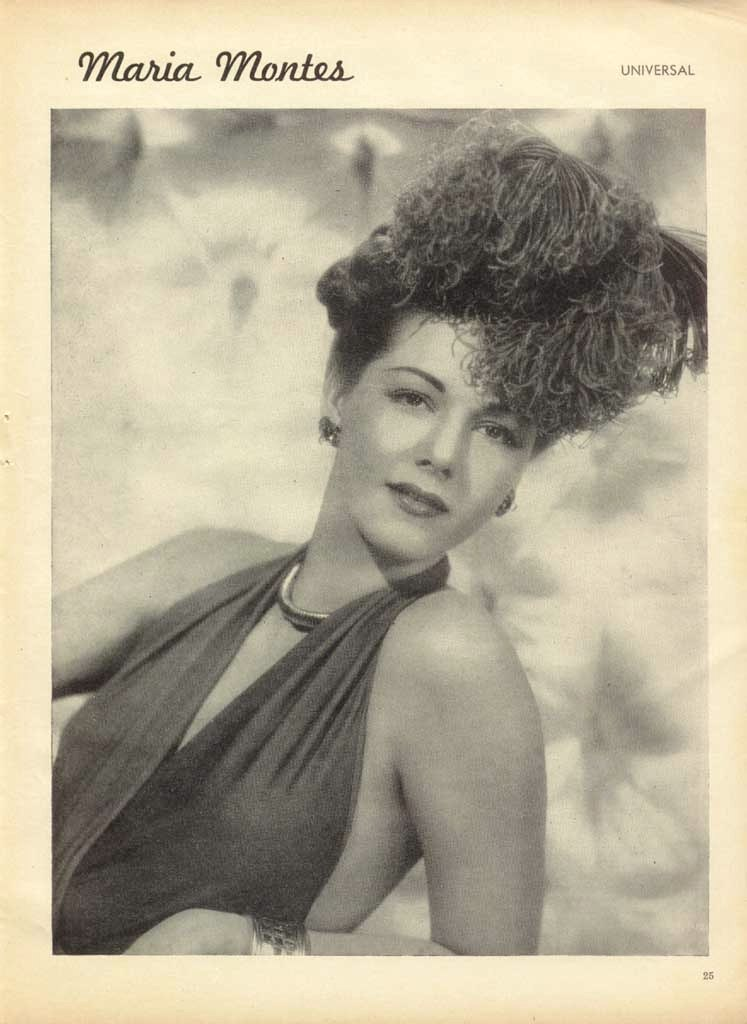
Fotografía publicitaria de María Montez en una revista argentina.

- En la República Dominicana recibió la condecoración con la Orden de Juan Pablo Duarte en el Grado de Oficial y la Orden de Trujillo en el mismo grado, que le otorgó el dictador Rafael Leónidas Trujillo en noviembre de 1943.

- En 1944 fue promovida como Embajadora de Buena Voluntad de los países latinoamericanos ante los Estados Unidos dentro de la denominada política del buen vecino.

- Los autores Terenci Moix y Antonio Pérez Arnay escribieron un libro donde relatan su vida y repasan su filmografía, con el título de Maria Montez. La reina del Technicolor

- Los estudios de CERTV, canal de televisión dominicano, llevan su nombre, así como una calle en la ciudad de Barahona, su lugar de nacimiento.[9]

- El director de cine underground Jack Smith idealizó a Montez como un icono del estilo camp. Entre sus actos de devoción, escribió un manifiesto estético titulado "The Perfect Filmic Appositeness of Maria Montez", refiriéndose a ella como "The Wonderful One" o "The Marvelous One", e hizo elaborados homenajes a las películas de Montez en sus propias películas, incluyendo la famosa Flaming Creatures.

- El pintor dominicano Ángel Haché incluyó en su colección Homenaje al Cine una trilogía de Maria Montez, y otro pintor dominicano, Adolfo Piantini, dedicó en 1983 una exposición a la actriz que incluía 26 cuadros, los cuales fueron realizados en diferentes técnicas.

- El 27 de abril de 1996, el presidente Joaquín Balaguer inauguró el Aeropuerto Internacional María Montez.[10]

- En abril de 1998, el programa de televisión, MYSTERIES AND SCANDALS, realizó un episodio sobre María Montez.[11]

- En mayo de 1998, pusieron una estrella de bronce en el Bulevar de las Estrellas de Santo Domingo en su nombre.

- Una calle ubicada en el popular sector de Villa Juana, Distrito Nacional, lleva su nombre.

- En 2012, se le da su nombre a una estación de la Línea 2 del Metro de Santo Domingo. En marzo se le celebró un homenaje en los Premios Casandra 2012 por el centenario de su nacimiento.

- Elizabeth Ovalle, dramaturga y directora de teatro dominicana, realizó en el año 2012 una obra teatral titulada "La reina del Technicolor Maria Montez", escrita y dirigida por la Ovalle y actuada por Fifi Almonte.

- La comunicadora y actriz dominicana Celinés Toribio representa a Montez en la película "María Montez: La película", de la que también es productora ejecutiva.

- Un pequeño montaje en Youtube de algunas escenas de Montez, incluye el baile de la serpiente de COBRA WOMAN.[12]